# Уралинское сельское поселение
Уралинское сельское поселение — сельское поселение в Большеуковском районе Омской области.
Административный центр — село Уралы.

## География
Расстояние до районного центра: 27 км.

## История
В 1983 году был образован Уралинский сельский совет путём выделения из Фирстовского сельского совета.
В 1990-х годах сельский совет преобразован в сельскую администрацию.
В начале 2000-х годов сельская администрация преобразована в сельский округ.

## Население
| 2010 | 2011 | 2012 | 2013 | 2014 | 2015 | 2016 |
| ---- | ---- | ---- | ---- | ---- | ---- | ---- |
| 350  | ↘349 | ↘348 | ↗352 | ↘343 | ↘338 | ↘326 |
| 2017 | 2018 | 2019 | 2020 | 2021 | 2023 |      |
| ↘317 | ↗325 | ↘313 | ↘300 | ↘270 | ↗278 |      |

## Административное деление
| статус | населённый пункт | год основания |
| ------ | ---------------- | ------------- |
| село   | Ура́лы            | 1776          |